# 豪尔赫·比沃
豪尔赫·A·比沃·埃斯科托（西班牙語：Jorge A. Vivó Escoto；1906年2月22日—1979年7月13日）是一位在古巴出生、后来归化墨西哥国籍的地理学家、人类学家、研究员和教授。
他出生于古巴哈瓦那。1927年—1934年，担任古巴共产党主席、总书记。由于受到格拉多·马查多政府的迫害，他于1929年—1931年流亡墨西哥。1931年，返回古巴，继续从事反对马查多的活动。1933年，再次流亡，此后永久定居墨西哥。他曾加入墨西哥共产党，后来逐渐淡出政治活动。后来，他成为墨西哥国立自治大学哲学和文学学院的名誉教授。他被认为是对墨西哥地理教学具有深远影响的人物之一。最后，他在墨西哥城逝世。